# Maria Regina Martyrum (Berlin)
Maria Regina Martyrum (lateinisch für ‚Maria, Königin der Märtyrer‘) ist der Titel einer römisch-katholischen Kirche im Berliner Ortsteil Charlottenburg-Nord am Heckerdamm 230/232. Sie wurde 1960 bis 1963 als „Gedächtniskirche der deutschen Katholiken zu Ehren der Blutzeugen für Glaubens- und Gewissensfreiheit in den Jahren 1933–1945“ gebaut und steht unweit der Gedenkstätte Plötzensee und des evangelischen Gemeindezentrums Plötzensee, ebenfalls einer Gedenkkirche. Die Gedenkkirche Maria Regina Martyrum ist mit Glockenturm und Feierhof ein eingetragenes Baudenkmal (Nr. 09096195). Sie gehört zur Pfarrei „Märtyrer von Berlin“ im Erzbistum Berlin.

## Geschichte
Den Anstoß zum Bau der Kirche gab der Berliner Bischof Wilhelm Weskamm beim 75. Deutschen Katholikentag 1952 in Berlin, indem er zum Bau einer Gedenkkirche für die Märtyrer aus der Zeit des Nationalsozialismus aufrief. Auf dem 78. Deutschen Katholikentag 1958, wiederum in Berlin, gelobten die Teilnehmer, „Maria Regina Martyrum“ zu bauen. Nach einer Kollekte in allen deutschen Bistümern legte Bischof Julius Kardinal Döpfner am 12. November 1960 den Grundstein zu der Kirche, die er – inzwischen Erzbischof von München und Freising – am 5. Mai 1963 zusammen mit dem damaligen Berliner Bischof Alfred Bengsch und dem französischen Erzbischof Louis de Bazelaire (Erzbistum Chambéry) konsekrierte.
Als Patrozinium wurde Maria Regina Martyrum (Maria, Königin der Märtyrer) gewählt. 1954 hatte Papst Pius XII. das Marienfest Maria Königin für die katholische Kirche eingeführt. Der Marientitel Regina Martyrum gehört zu den Anrufungen der Gottesmutter in der Lauretanischen Litanei.

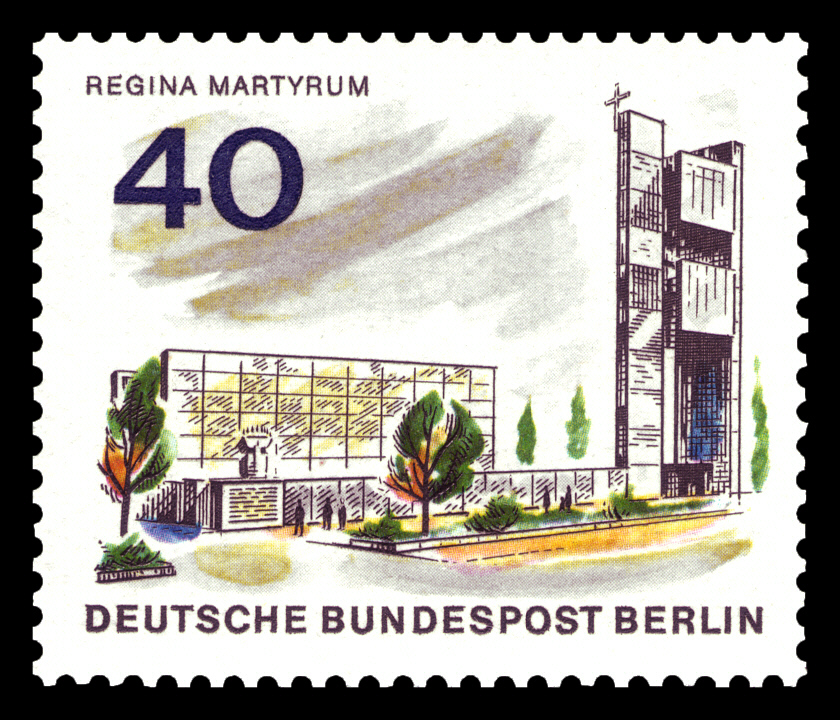
Marien-Kirche auf einer Berliner Briefmarke von 1965

Die Kirche war als Gedenkkirche und gleichzeitig als Pfarrkirche für das umliegende Neubaugebiet Charlottenburg-Nord mit etwa 400 Sitzplätzen, Gemeindezentrum und Pfarrwohnung geplant. Bauherr war das Bischöfliche Ordinariat Berlin. 1958 wurden vier Architekten, Reinhard Hofbauer, Willy Kreuer, Hans Schädel zusammen mit Friedrich Ebert, und Rudolf Schwarz, zu einem Wettbewerb eingeladen, den der Würzburger Dombaumeister Hans Schädel mit seinem Entwurf gewann. Zur Ausführung kam Schädels zweite Version, zusammen mit den Plänen des Architekten Friedrich Ebert, beauftragt vom Bischöflichen Baudirektor Hermann Jünemann. Künstlerische und theologische Beratungen erfolgten durch den Münsterschwarzacher Benediktiner P. Urban Rapp. Mit der Kirche wurde, unmittelbar westlich anschließend, das Gemeindezentrum gebaut. Hans Schädel hatte bereits beim Bau der Kirche St. Kilian in Schweinfurt mit dem Künstler Georg Meistermann zusammengearbeitet; von diesem stammt das große Chorfenster in St. Kilian mit dem Motiv der Ausgießung des Heiligen Geistes.
Das Erzbistum Berlin ordnete 1981 in der Region die Pfarrgemeinden neu. Die Pfarrei Maria Regina Martyrum wurde mit der benachbarten Pfarrei St. Joseph in Siemensstadt zusammengelegt, die Kirche erhielt den Status einer Lokalie (seit 2007: Rektoratskirche) und wurde nach Gründung des Karmels Regina Martyrum dessen Klosterkirche. Für den Klosterbau mussten die mit der Kirche errichteten Gemeinderäume zum Teil abgerissen oder umgebaut werden. Die Fassade zum Heckerdamm mit vorgehängten Betonlamellen in der Gestaltung von Hans Schädel blieb erhalten.
Aus Anlass des 50. Jahrestages der Kirchweihe fanden am 4. und 5. Mai 2013 Festgottesdienste und Konzerte statt. Vorausgegangen war eine Predigtreihe zu Texten von P. Alfred Delp SJ an den Fastensonntagen 2013.
Zum 1. Januar 2022 wurden im Rahmen der räumlichen Neuordnung im Erzbistum Berlin die Gemeindeteile der Pfarre St. Joseph (Siemensstadt), die im Bezirk Charlottenburg-Wilmersdorf liegen, und damit auch die Gedenkkirche zur Pfarrei Herz Jesu (Charlottenburg) umgepfarrt. Am 1. Januar 2023 fusionierten die Charlottenburger Pfarrgemeinden zu einer neuen Pfarrei „Märtyrer von Berlin“.
Bei einer Veranstaltung zum 60. Jahrestag der Kirchweihe sagte die Präsidentin des Zentralkomitees der deutschen Katholiken, Irme Stetter-Karp, am 18. September 2023, Widerstandskämpfer wie Alfred Delp oder Helmuth James Graf von Moltke hätten nicht selten „einen Bruch mit der loyalen Widerwilligkeit ihrer Kirche“ vollziehen müssen, „deren Hierarchie Autoritätsgehorsam und die Bewahrung der Seelsorge höher priorisierte als universale Gerechtigkeit“; die Kirchenhierarchien hätten weder vor noch unmittelbar nach 1945 zu „ihren“ Märtyrern gestanden. Daher sei jede Vereinnahmung der Märtyrer problematisch, sondern der Wirklichkeit werde es mehr gerecht, diese als „Stachel und Mahnmal“ für Kirche zu verstehen.
Die Gedenkkirche ist seit 2018 Station auf dem Pfad der Erinnerung in der Gedenkregion Plötzensee.

## Kirchenbau und Umfeld

### Feierhof und Glockenturm

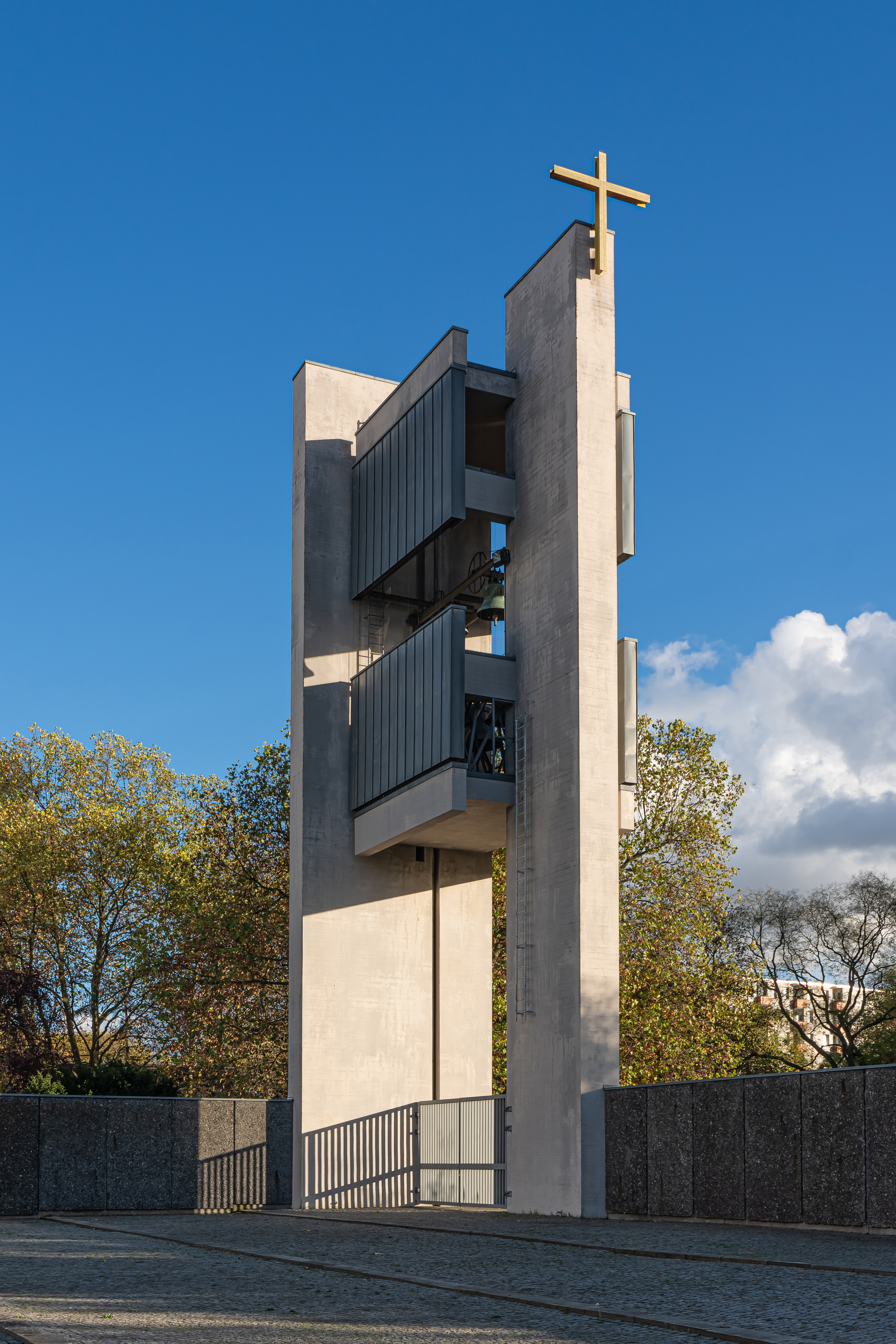
Turm der Kirche mit Glockenkammer

Das Areal gilt als herausragendes Beispiel einer gelungenen Einheit von Kirchenbau und Bauplastik. Die Gesamtanlage ist von einer strengen orthogonalen Formensprache bestimmt. Das Kirchengebäude steht in einem kopfsteingepflasterten, in niedrigen Stufen leicht abfallenden Feierhof, der von mit schwarz-grauen Basaltkieselplatten verkleideten übermannshohen Betonmauern eingefasst wird und an einen Appellplatz erinnert.
Der 25 Meter hohe markante Glockenturm aus rechtwinklig zueinander gestellten Sichtbetonplatten bildet einen der beiden Eingänge, die das Eingangstor und den zweigeschossigen Glockenstuhl mit fünf Glocken zwischen sich nehmen. Eine ursprünglich geplante 48 Meter hohe Turmnadel konnte aus Gründen der Flugsicherung für den Flughafen Tegel nicht gebaut werden. An der Außenseite der Mauer weisen zwei Schrifttafeln mit Texten von Papst Pius XII. und Julius Kardinal Döpfner auf die Bedeutung des Bauwerks hin.

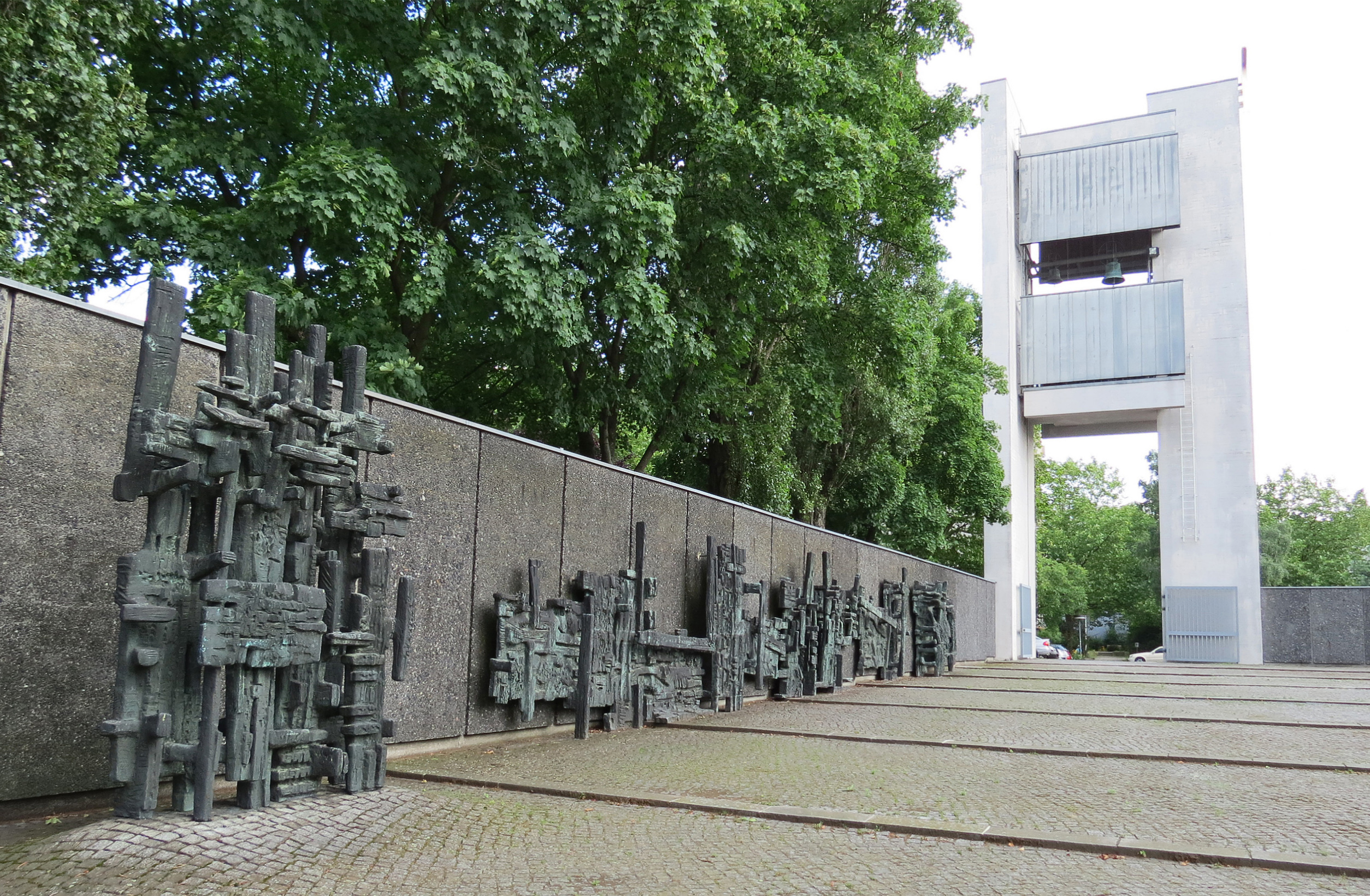
Kreuzweg von Otto Herbert Hajek und Glockenturm

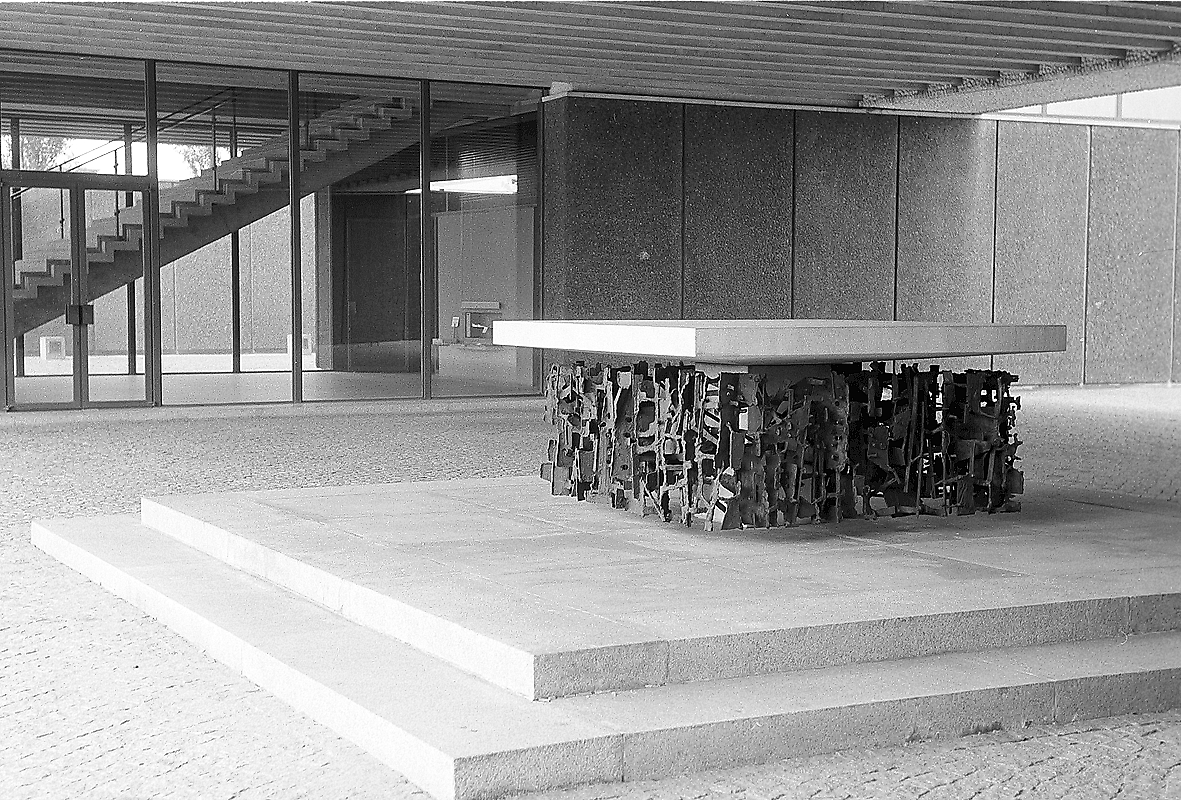
Freialtar am Kreuzweg, 1965

Der Feierhof, ursprünglich vorgesehen als Raum für größere gottesdienstliche Feiern im Freien mit einem Fassungsvermögen von 10.000 Menschen, ist nun als leere, von der Stadt abgegrenzte Fläche ein Raum des Abstands und der Stille, den man durchschreiten muss, um zur Kirche zu gelangen – ein brutalistischer Hortus conclusus. Vor der rechten Mauer ist, beginnend am Turm, ein bronzener Kreuzweg mit 15 Stationen von Otto Herbert Hajek in stark abstrahierender, monumentaler Darstellung aufgestellt. Die einzelnen Kreuzwegstationen sind zu Gruppen zusammengefasst, mit Ausnahme der jeweils einzeln stehenden 1. Station (Jesus wird zum Tod verurteilt), der 12. Station (Jesus stirbt am Kreuz) und der 15. Station (Auferstehung – Frauen am Grab), die in Abstand zu den übrigen Stationen in dem breiten Durchgang unter dem Kirchengebäude aufgestellt ist. Dort steht auch ein Freialtar, der ebenfalls von Otto Herbert Hajek geschaffen wurde und dessen bronzenes Antependium das Motiv der Dornenkrone variiert. Im hinteren Teil des Feierhofs befindet sich ein Bronzerelief Flucht nach Ägypten nach Entwurf von Johannes Dumanski, das von Heimatvertriebenen gestiftet wurde.

### Architektur des Kirchengebäudes

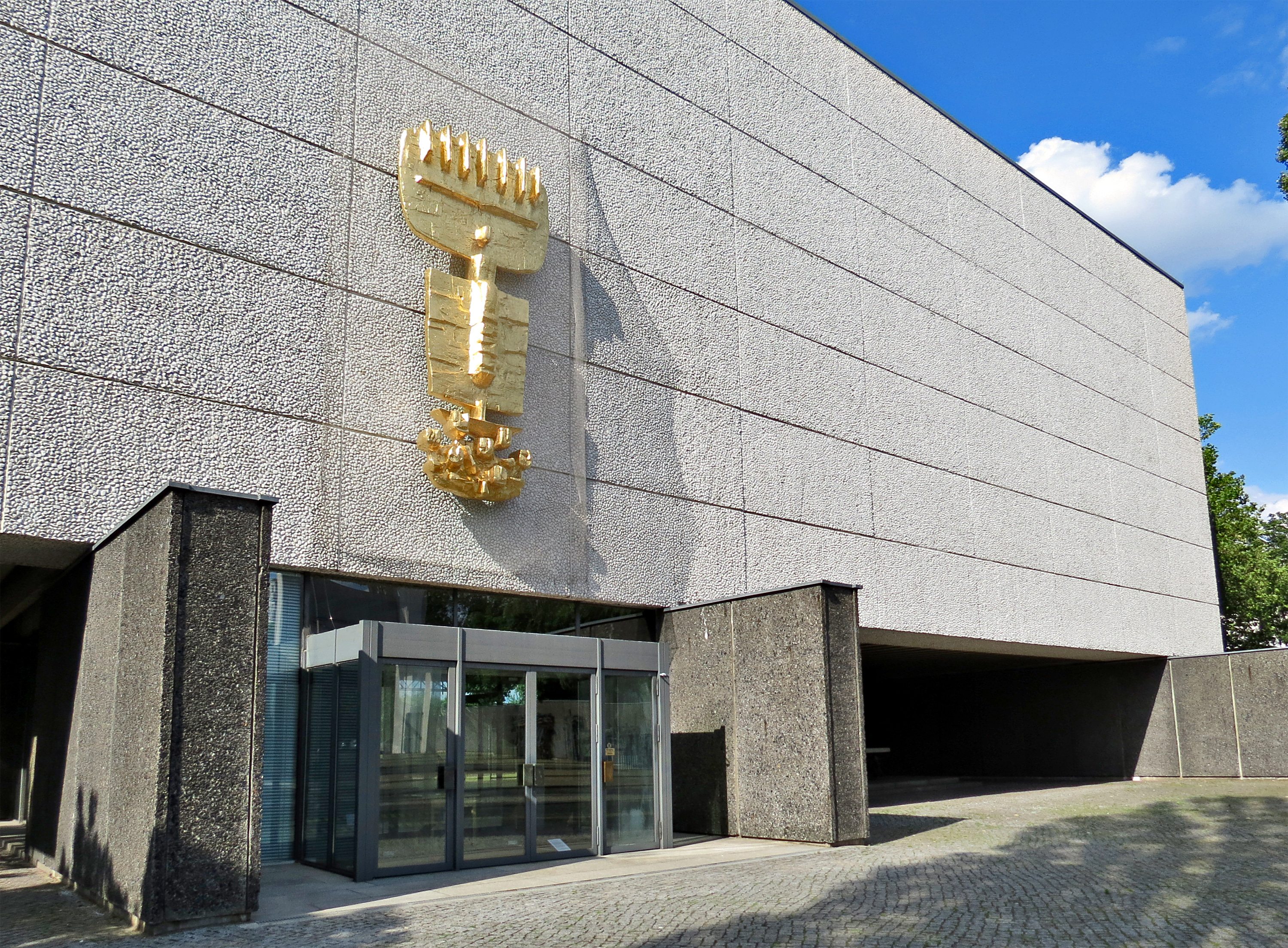
Eingangsportal

Der langgestreckte Baukörper der Oberkirche ruht ohne Sockel in einer Höhe von vier Metern nur auf drei quer gestellten Betonwänden, von denen zwei die Außenmauern der Unterkirche bilden, die dritte ist die an dieser Stelle verstärkte Umfassungsmauer des Feierhofs. Der Bau scheint mit seiner leuchtend weißen, mit Marmorkieselplatten verkleideten Fassade wie ein „schwebender Körper“ (so Architekt Hans Schädel) in starkem Kontrast zum düsteren Feierhof; andere Deutungen sehen ihn als Schrein zwischen Himmel und Erde oder als das Himmlische Jerusalem, das zur Erde niederkommt (Offb 21 ).
Vor der sonst ungegliederten rechteckigen Fassade hängt über dem Eingang die dreigliedrige Plastik Apokalyptische Frau von Fritz Koenig. Die fünf Meter hohe Skulptur aus vergoldeter Bronze setzt sich aus drei Bildmotiven entsprechend der biblischen Vision („ein Zeichen am Himmel“) in der Offenbarung des Johannes (Offb 12,1–6 ) zusammen: in der unteren Zone der siebenköpfige Drache, darüber die Frau, die gebären soll, auf der Mondsichel stehend, und die Strahlen der Sonne als Krone darüber. Die Gestalt stellt nach christlicher Tradition die Gottesmutter dar, deren Patrozinium die Gedenkkirche trägt.

### Oberkirche

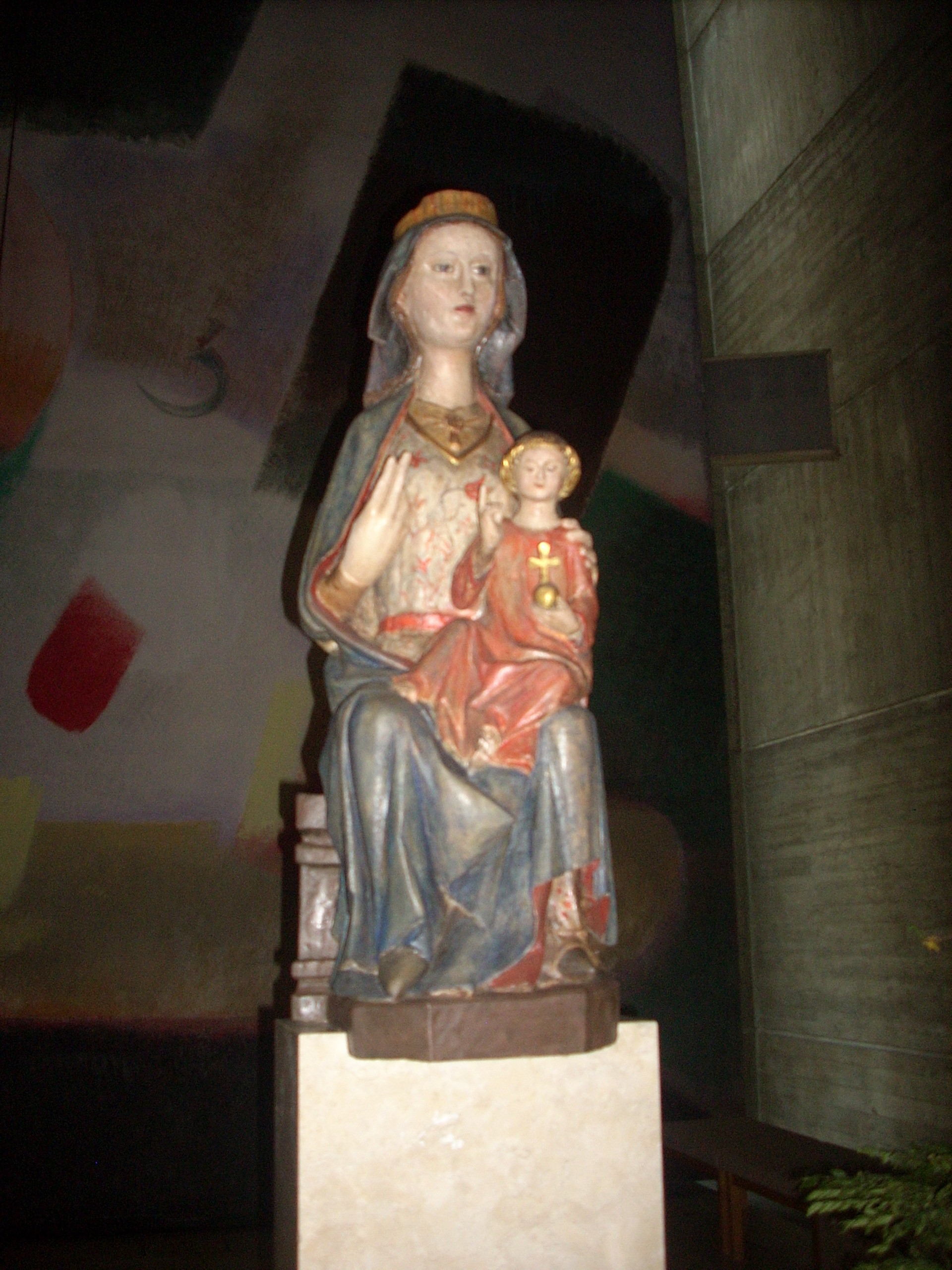
Gotische Madonnenstatue

Das Innere der Kirche wird von der verglasten Eingangshalle aus über eine breite Treppe zwischen den beiden Stützmauern erreicht. 1994 wurde auf der Rückseite des Kirchengebäudes zusätzlich ein Fahrstuhl angebaut.
Der rechteckige Kirchenraum ist geostet und dadurch zur Hinrichtungsstätte Plötzensee ausgerichtet. Die fensterlosen Sichtbetonwände tragen die Spuren der Verschalung als rechteckige, rhythmische Muster. Die tiefergelegte Decke aus lasierten Holzbrettern ruht auf sichtbar gelassenen Unterzügen und lässt durch unsichtbare Fensterbänder entlang der Seitenwände indirektes Licht in den Kirchenraum einfallen; zwei weitere, senkrechte Lichtbänder befinden sich rechts und links hinter dem Altarbild. Der Fußboden besteht aus hellem Granit.
Die Kirche hat keine Apsis, der Altarraum ist lediglich durch eine Stufe vom Kirchenraum abgehoben. Altar und Ambo sind streng kubisch aus hellem Treuchtlinger Marmor gestaltet, ebenfalls eine Stele, die eine frühgotische sitzende Madonna mit Kind trägt, entstanden in Südfrankreich um 1320.
Bestimmend für den Raum ist das monumentale Altargemälde Das himmlische Jerusalem von Georg Meistermann, das eine Vision aus der Offenbarung des Johannes darstellt und nahezu die gesamte Stirnwand einnimmt. Annähernd im Zentrum ist auf hellem Hintergrund das Lamm Gottes dargestellt, ein Symbol für den gekreuzigten und auferstandenen Jesus Christus, dem nach der Aussage der Johannesapokalypse (Offb 5,6-7 ) die Herrschaft im kommenden Reich Gottes übertragen ist. Weitere gegenständliche Elemente, die, gemessen an den Gesamtproportionen des Werkes, klein und filigran wirken, sind ein Auge Gottes links oberhalb des Lammes, auf das dieses ausgerichtet ist – Jesus Christus erfüllt mit seinem Kreuzestod den Willen Gottes –, und in der rechten Bildhälfte eine Sichel als Symbol für das Jüngste Gericht (Offb 14,14-20 ). Überwiegendes Gestaltungselement des Bildes sind helle und dunkle farbige Flächen, die ohne Perspektive spiralartig um die Figur des Lammes angelegt sind. Die Mitte mit dem Lamm ist von hellen gelben, grauen und weißen Flächen bestimmt. Nach außen hin treten vermehrt dunkle grüne, braune und schwarze, blockartige Flächen hinzu, die das Bild am unteren und oberen Rand gegen Boden und Decke abgrenzen. Sieben gelbe und rote Flammen streben aus der Mitte nach rechts unten in den dunklen Bereich und deuten auf die sieben Gaben des Heiligen Geistes hin. Die leitende Vorstellung des Künstlers war: „Was geschieht mit mir, wenn man mir mitteilt: Morgen früh um fünf wirst du gehenkt! Die Welt zerfällt, reißt auseinander wie stürzende Blöcke, zerfetzt in zerreißende Lappen. Und durch diesen Verfall, durch dieses Zerreißen erscheint die bleibende Verheißung in Symbolen wie Lamm, Auge, sieben Gaben des Hl. Geistes. So steht das Grauen gegen Helligkeit.“
Der Kirchenraum schließt rückwärtig – über der Eingangstreppe – durch die auf dünnen Stelzen stehende Orgel- und Sängerempore mit dem klar gegliederten Orgelprospekt optisch ab. Unter der Empore ist eine kleine Beichtkapelle mit einer Skulptur des Schmerzensmannes (Süddeutschland, zweite Hälfte des 15. Jahrhunderts) angeordnet. Seit Januar 2013 ist auf dem Altar der Kapelle auch der flache goldene Tabernakel aufgestellt, der vorher auf dem Altar der Kirche gestanden hatte, sodass ein bergender Raum für persönliches Gebet vor dem Allerheiligsten entstanden ist.
Unter dem Altar dieser nunmehrigen Sakramentskapelle wurden am 5. November 2018 die Gebeine des seliggesprochenen Dompropstes von St. Hedwig, Bernhard Lichtenberg, in einem hölzernen Schrein beigesetzt und mit einer Steinplatte verschlossen. Damit konnten seine Reliquien für die Dauer der Schließung der St.-Hedwigs-Kathedrale zugängig bleiben. Es war vorgesehen, sie am 29. November 2024 in die Krypta der inzwischen renovierten Kathedrale zurückzuführen.
Seitlich auf derselben Ebene befindet sich eine Taufkapelle mit einem zylindrischen Taufstein aus hellem Muschelkalk und einem Osterleuchter von Fritz Koenig.
Vor dem Kirchengebäude wurde 2012 ein edelmetallener Informationstisch mit Text und großen Reliefbuchstaben aufgestellt, auf dem die Geschichte der Gedenkkirche wetterfest dargestellt ist. Dieser Tisch entstand im Auftrag der Kirchenleitung in der Kunstmetallwerkstatt Fittkau nach Entwurf der Künstler Lutzenberger + Lutzenberger.

### Unterkirche
In den Glaswänden des Eingangsbereichs sind in handschriftlicher Form seit Januar 2013 Zitate der NS-Märtyrer zu lesen. Hinter dem Treppenaufgang zur Oberkirche führen zwei Stufen hinab in die Krypta der Unterkirche. Die Seitenwände sind mit schwarzen Basaltkieselplatten verkleidet. Eine freistehende Betonwand teilt den Raum in zwei Segmente mit unterschiedlichen Funktionen.

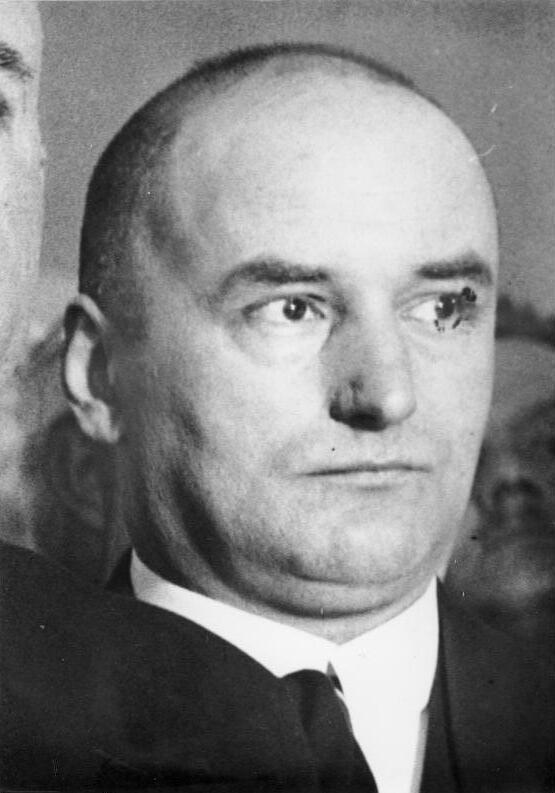
Erich Klausener, 1933

Der vordere Teil vor der auf dieser Seite in hellem Goldton gehaltenen Zwischenwand ist in grabartiger Gestaltung dem Gedenken an die Blutzeugen der Glaubens- und Gewissensfreiheit in den Jahren 1933 bis 1945 gewidmet. Vor der Trennwand steht eine von Fritz Koenig entworfene Bronzeplastik, die die Pietà darstellt: Maria, die ihren toten Sohn Jesus in den Armen hält. Unter einer Bodenplatte stehen drei Sarkophage. Der rechte enthält die Urne des 1934 auf Befehl des Leiters des Geheimen Staatspolizeiamtes Reinhard Heydrich erschossenen Erich Klausener. Die Urne wurde am 4. Mai 1963, dem Vorabend der Kirchweihe, an dieser Stelle beigesetzt; vorher ruhte sie auf dem St.-Matthias-Friedhof in Tempelhof. Ein weiterer, bisher leerer Sarkophag sollte die sterblichen Überreste des 1943 auf dem Transport zum KZ Dachau in Hof gestorbenen Berliner Dompropstes Prälat Bernhard Lichtenberg aufnehmen, die am 16. November 1943 auf dem Alten Domfriedhof der St.-Hedwigs-Gemeinde in der Liesenstraße beerdigt worden waren. Die DDR-Behörden verweigerten jedoch die Überführung ins damalige West-Berlin. Die Gebeine Lichtenbergs wurden daraufhin 1965 in der Krypta der in Ost-Berlin gelegenen St.-Hedwigs-Kathedrale beigesetzt.
Am 5. November 2018, dem 75. Todestag Bernhard Lichtenbergs, wurden die Gebeine in die Gedenkkirche überführt und für die Dauer der Schließung der Kathedrale in der Oberkirche beigesetzt.
Der mittlere Sarkophag enthält eine Urkunde, die an alle Opfer des Nationalsozialismus aus Glaubens- und Gewissensgründen erinnert, deren Grab unbekannt ist, denen ein Grab verweigert und deren Asche verstreut wurde. Auf der mittleren Bodenplatte vor der Plastik wird die Widmung der Gedenkstätte ausgedrückt: „Allen Blutzeugen, denen das Grab verweigert wurde – allen Blutzeugen, deren Gräber unbekannt sind“. Auf der linken Platte sind Namen und Lebensdaten von Dompropst Bernhard Lichtenberg sowie – stellvertretend für alle in Plötzensee hingerichteten NS-Opfer – die des Protestanten Helmuth James Graf von Moltke und des mit ihm befreundeten Katholiken P. Alfred Delp SJ eingraviert, auf der rechten die des hier beigesetzten Erich Klausener.
An der Trennwand vorbei ist die Kapelle für das Stundengebet und die heilige Messe der Karmelitinnen erreichbar, die 1984 ein Kloster an der Gedenkstätte errichteten. Die Unterkirche wurde dafür nach Norden erweitert.

## Orgel in der Oberkirche

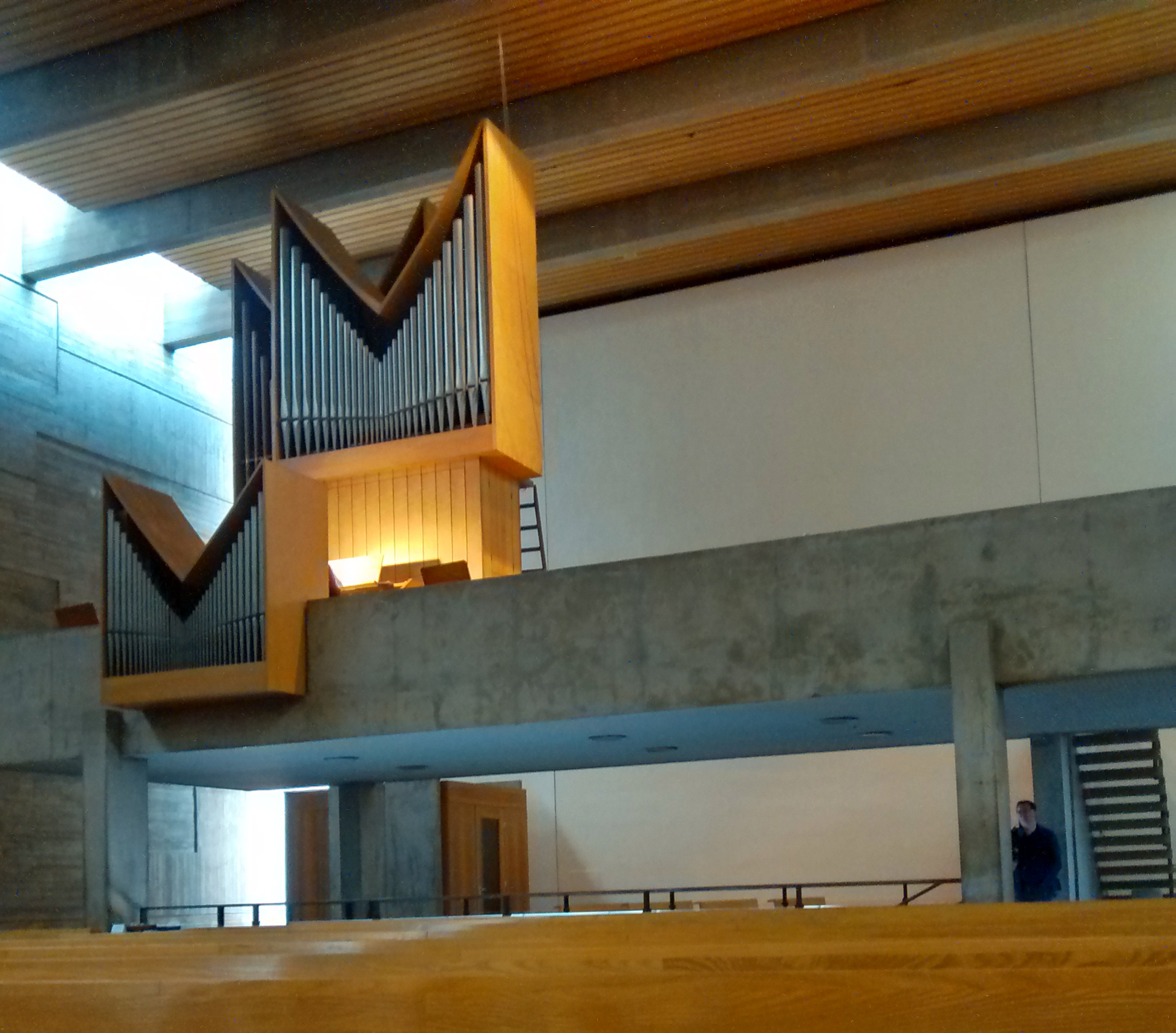
Klais-Orgel auf der Empore über der Beichtkapelle

Die Orgel entstand in den Jahren 1961–1963 in der Bonner Orgelbaufirma Johannes Klais als Opus 1258 und wurde am 5. Mai 1963 fertiggestellt. Sie verfügt über 25 Register auf drei Manualen und Pedal.
| I Hauptwerk C–a3 |       |
| Principal        | 8′    |
| Gemshorn         | 8′    |
| Oktave           | 4′    |
| Rohrflöte        | 4′    |
| Schweizerpfeife  | 2′    |
| Mixtur IV–VI     | 1 ⁄3′ |
| Trompete         | 8′    |

| II Rückpositiv C–a3 |        |
| Rohrgedackt         | 08′    |
| Principal           | 04′    |
| Waldflöte           | 02′    |
| Sesquialtera II     | 02 ⁄3′ |
| Scharff IV          | 01′    |
| Dulcian             | 16′    |
| Tremulant           |        |

| III Brustwerk (schwellbar) C–a3 |      |
| Holzgedackt                     | 8′   |
| Salicional                      | 8′   |
| Quintadena                      | 4′   |
| Principal                       | 2′   |
| Terzcimbel III                  | 1⁄2′ |
| Vox humana                      | 8′   |
| Tremulant                       |      |

| Pedal C–g1    |     |
| Subbass       | 16′ |
| Principalbass | 08′ |
| Pommer        | 08′ |
| Rohrpfeife    | 04′ |
| Posaune       | 16′ |
| Klarine       | 04′ |

- 5 Koppeln
- Spielhilfen: 2 freie Kombinationen, 1 freie Pedalkombination

## Geläut
Die fünf Bronzeglocken entstanden 1961 in der Gießerei von Friedrich Wilhelm Schilling und erhielten ihre Weihe am 16. Dezember 1962 von Ordinariatsrat Msgr. Grewe.
| Name             | Aufschrift                                                        | Durchmesser | Höhe    | Masse   | Schlagton |
| ---------------- | ----------------------------------------------------------------- | ----------- | ------- | ------- | --------- |
| Christus         | JESUS CHRISTUS, GESTERN UND HEUTE, IST DERSELBE AUCH IN EWIGKEIT. | 1400 mm     | 1150 mm | 1900 kg | es'       |
| Maria            | TUT, WAS ER EUCH SAGT.                                            | 1260 mm     | 1060 mm | 1350 kg | f'        |
| Erzengel Michael | WER IST WIE GOTT?                                                 | 1180 mm     | 0990 mm | 1100 kg | ges'      |
| Petrus           | JA, HERR, DU WEISST, DASS ICH DICH LIEBE.                         | 1040 mm     | 0890 mm | 0750 kg | as        |
| Ambrosius        | ABER ICH MUSS HANDELN UND GOTT DEM KAISER VORZIEHEN.              | 0760 mm     | 0640 mm | 0310 kg | es"       |

Die Glocken I–IV ergeben einen dorischen Tetrachord, das Motiv entspricht dem gregorianischen Tui sunt caeli („Dein sind die Himmel“, Offertorium der Missa in die an Weihnachten, f es-f-es f f-ges-as-ges-f-ges-f-es ges-es-f-ges-f)

## Karmel Regina Martyrum
Im Jahr 1982 ließ die Berliner Verwaltung direkt angrenzend an das Kirchengelände ein Kloster der Unbeschuhten Karmelitinnen (OCD), der Karmel Regina Martyrum errichten, das 1984 bezogen wurde. Die Gedenkkirche ist zugleich auch Klosterkirche der Karmelitinnen. Diese suchten mit ihrer Ansiedlung in Berlin diese Nähe, um die Erinnerung an das unheilvolle Geschehen wachzuhalten und einen „Dienst der Fürbitte“ zu leisten. Sie kamen vom Karmel Heilig Blut in Dachau, der 1964 in der Nachbarschaft des ehemaligen KZ Dachau gegründet worden war.